# 建设镇 (自贡市)
建设镇，是中华人民共和国四川省自贡市贡井区下辖的一个乡镇级行政单位。2019年9月撤销白庙镇，将其所属行政区域和成佳镇郑家观村所属行政区域划归建设镇管辖，建设镇人民政府驻建秀路203号。

## 行政区划
建设镇下辖以下地区：
斑竹林社区、大田村、固胜村、中心村、烟河村、石堰村、么塘村、新弯村、麻柳村、柳树村、重滩村和回龙村。